# Oekraïne op het Eurovisiesongfestival 2023

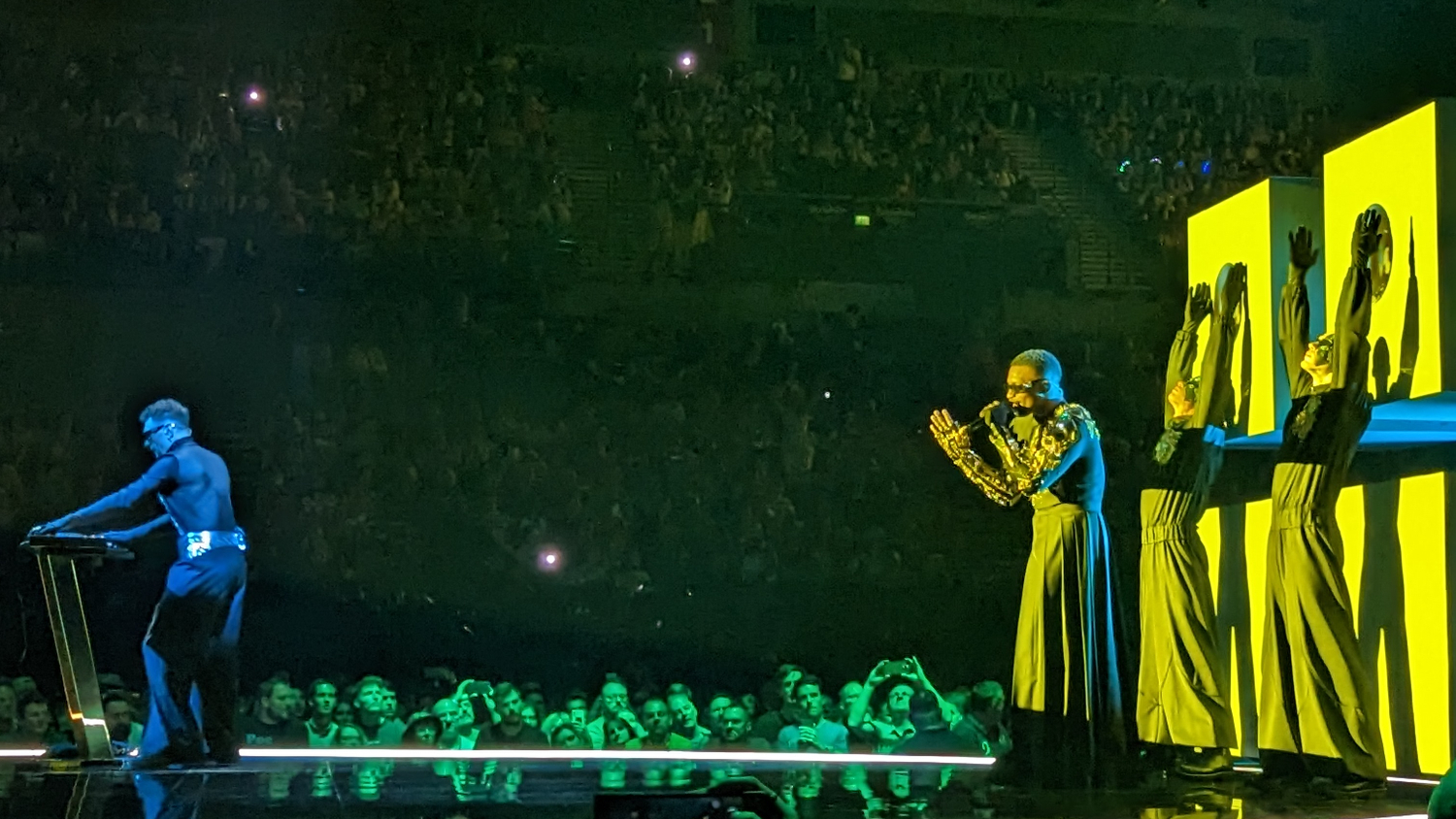
Tvorchi tijdens de jury finale in Liverpool.

Oekraïne nam deel aan het Eurovisiesongfestival 2023 in Liverpool, Verenigd Koninkrijk. UA:PBC was verantwoordelijk voor de Oekraïense bijdrage voor de editie van 2023.

## Selectieprocedure
De omroep UA:PBC koos voor de zevende keer voor de nationale selectie Vidbir. De wedstrijd vond plaats in Majdan Nezalezjonsti, een metrostation in de hoofdstad Kiev. De show werd gepresenteerd door voormalig (Junior) Eurovisiesongfestival presentatoren Timoer Miroshnychenko, Zlata Ognevich samen met Kateryna Pavlenko, zangeres van Go A. Voor de nationale selectie kreeg het publiek veel stemrecht. Uit een selectie van negen experts mocht het publiek drie namen kiezen die in de expertjury mochten zetelen. Op 16 december 2022 werd bekend gemaakt dat na een half miljoen stemmen Taras Topolya, Jamala en Julia Sanina naar de expertjury mochten.
De finale vond uiteindelijk plaats op 17 december 2022. Tvorchi wist met 19 punten (10 van het publiek en 9 van de jury) de finale te winnen.
| Nr. | Artiest         | Lied                     | Jury | Publiek | Totaal |
| --- | --------------- | ------------------------ | ---- | ------- | ------ |
| 1   | Moisei          | "I'm Not Alone"          | 1    | 6       | 7      |
| 2   | OY Sound System | "Oy, tuzhu"              | 5    | 2       | 7      |
| 3   | Demchuk         | "Alive"                  | 7    | 4       | 11     |
| 4   | Jerry Heil      | "When God Shut the Door" | 8    | 9       | 17     |
| 5   | Fiinka          | "Dovbush"                | 6    | 7       | 13     |
| 6   | Krutь           | "Kolyskova"              | 10   | 8       | 18     |
| 7   | Tember Blanche  | "Ya vdoma"               | 2    | 3       | 5      |
| 8   | Angelina        | "Stronger"               | 3    | 1       | 4      |
| 9   | 2Tone           | "Kvitka"                 | 4    | 5       | 9      |
| 10  | Tvorchi         | "Heart of Steel"         | 9    | 10      | 19     |

## In Liverpool
Oekraïne was automatisch gekwalificeerd voor de grote finale, door de winst van Kalush Orchestra in 2022. Ze traden aan als 19de. Oekraïne behaalde met hun zesde plaats een derde opeenvolgende top 10 notering. Oekraïne had deze zesde plaats vooral te danken aan de televoting, waar het vierde eindigde.
2003 · 2004 · 2005 · 2006 · 2007 · 2008 · 2009 · 2010 · 2011 · 2012 · 2013 · 2014 · 2015 · 2016 · 2017 · 2018 · 2019-2020 · 2021 · 2022 · 2023 · 2024 · 2025
Albanië · Armenië · Australië · Azerbeidzjan · België · Cyprus · Denemarken · Duitsland · Estland · Finland · Frankrijk · Georgië · Griekenland · Ierland · IJsland · Israël · Italië · Kroatië · Letland · Litouwen · Malta · Moldavië · Nederland · Noorwegen · Oekraïne · Oostenrijk · Polen · Portugal · Roemenië · San Marino · Servië · Slovenië · Spanje · Tsjechië · Verenigd Koninkrijk · Zweden · Zwitserland